# Menderes Bağcı

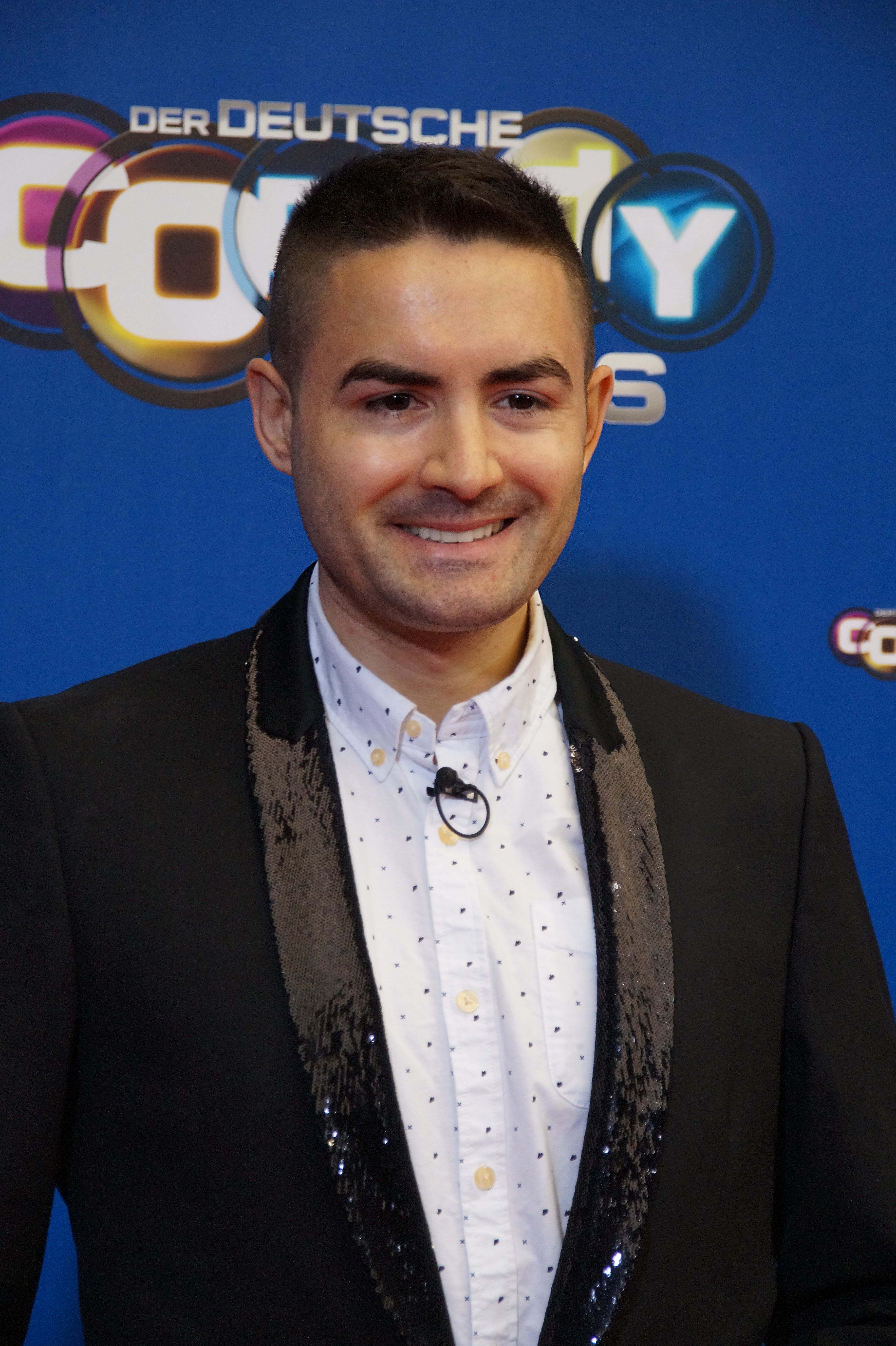
Menderes Bağcı (2016)

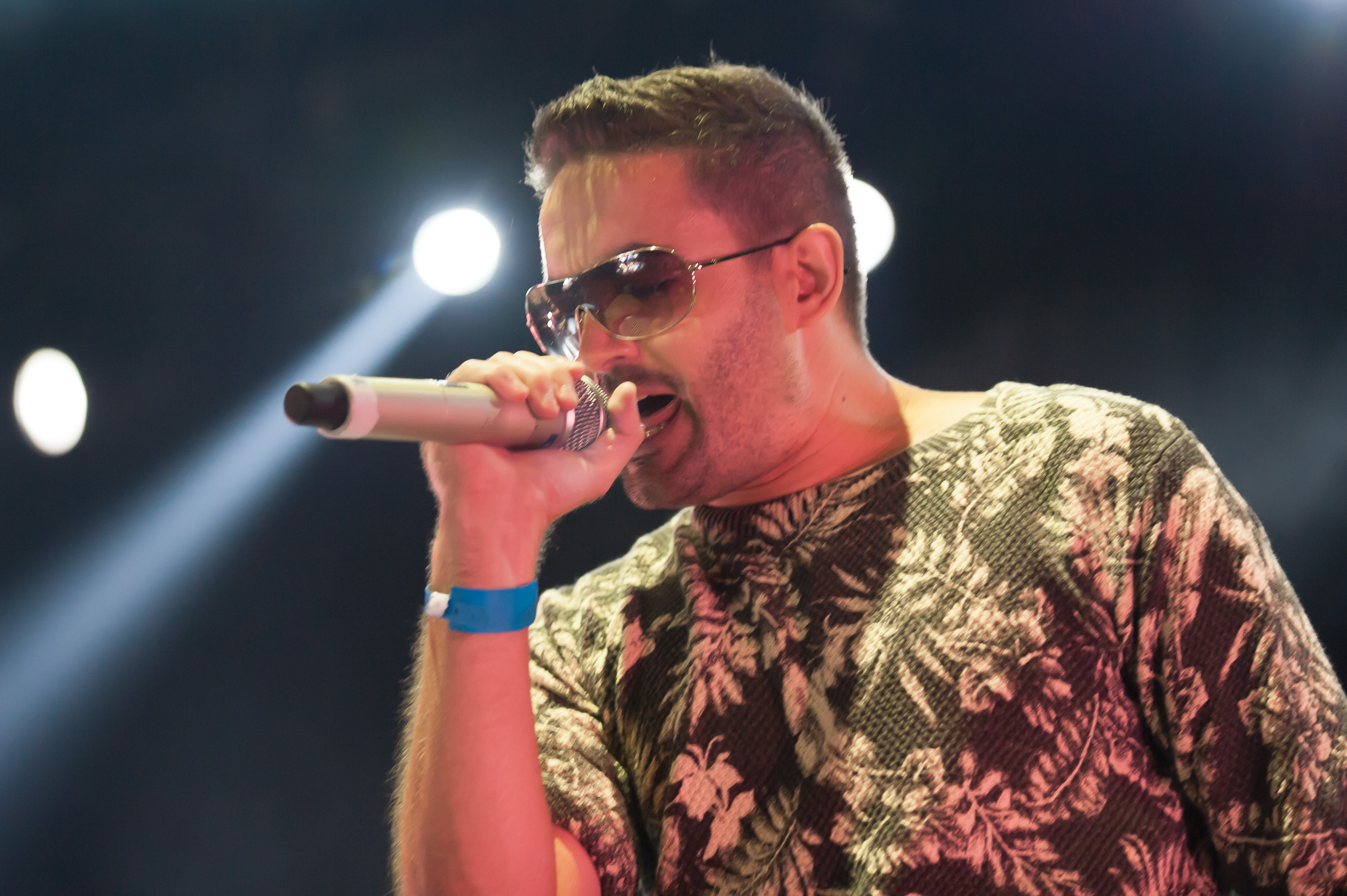
Menderes Bağcı (2014)

Menderes Bağcı [mendeˈɾes baːˈd͡ʒɯ], allgemein bekannt unter seinem Vornamen Menderes, (* 13. November 1984 in Langenfeld) ist ein deutscher Unterhaltungskünstler türkischer Abstammung. Er wurde durch seine kontinuierliche Teilnahme an den Castingshows von Deutschland sucht den Superstar bekannt und tritt seit den 2010er Jahren mit Partyschlagern am Ballermann auf. Im Januar 2016 nahm Menderes an der zehnten Staffel der Realityshow Ich bin ein Star – Holt mich hier raus! teil und wurde vom Publikum zum „Dschungelkönig“ gewählt.

## Leben
Menderes wurde im rheinischen Langenfeld geboren. Seine Eltern nannten ihn nach dem Familiennamen des ersten frei gewählten türkischen Ministerpräsidenten Adnan Menderes. Nach der Scheidung seiner Eltern zog er im Alter von vier Jahren mit seiner Mutter nach Pegnitz. Als er zehn Jahre alt war, zog er zurück nach Langenfeld zum Vater, der 2008 verstarb. Nachdem Menderes die Schule mit dem qualifizierenden Realschulabschluss beendet hatte, machte er eine Ausbildung zum Tankwart. Er leidet an Colitis ulcerosa, einer chronisch-entzündlichen Darmerkrankung.

### Deutschland sucht den Superstar
2002 besuchte Menderes das Casting der ersten DSDS-Staffel und sang den Titel I Can’t Let You Go von Usher. Die Jury war damals einstimmig der Meinung, dass seine Stimme nicht für professionelles Singen geeignet sei. Es folgten Teilnahmen in allen folgenden Staffeln von DSDS, durch die Menderes seinen Bekanntheitsgrad steigerte. Während der Castings interpretierte er häufig Lieder seines Idols Michael Jackson. Am 31. März 2007 trat Menderes während einer Motto-Show der 4. Staffel von DSDS außer Konkurrenz mit dem Song Beat It von Michael Jackson auf. In der Final-Sendung der 4. Staffel sang er den Jackson-Hit Bad.
In der achten Staffel erhielt er 2011 zwei der drei Jurystimmen und erreichte somit den „Recall“, wo er jedoch ausschied. In der Final-Sendung der 8. Staffel 2011 trat er mit dem Titel Yummy Yummy Yummy von Ohio Express auf. 2012 kam er mit der maximalen Anzahl von drei Jurystimmen in den Recall, schied dort aber erneut aus. In der zehnten Staffel, die 2013 stattfand, schied er mit einer von vier Jurystimmen bereits im Casting aus.
Bei seiner elften Teilnahme erreichte Menderes 2014 erstmals die zweite Recallrunde. Nachdem er mit drei von vier Jurystimmen den ersten Recall erreicht hatte, erhielt er durch ein Internetvotum eine von drei Wildcards für die Teilnahme an der Runde der Top 33, die auf Kuba stattfand, schied dort jedoch in der ersten Runde mit einem weiteren Kandidaten aus. 2015 erreichte er mit drei von vier Jurystimmen den Recall und schied dort aus. 2016 erreichte er den Recall nicht. 2017 erreichte er mit 3 von 4 Jurystimmen den Auslandsrecall in Dubai, schied dort aber aus. Im Casting der 15. Staffel sang er außer Konkurrenz ein Medley seiner bisher aufgeführten Songs, da er durch die wieder eingeführte Altersbeschränkung von 30 Jahren nicht mehr teilnehmen konnte. In der 21. Staffel, in der die Altersbeschränkung aufgehoben wurde, kam er nicht über die Casting-Folgen hinaus.
2014 trat er zusammen mit anderen ehemaligen Kandidaten bei zwei Konzerten „DSDS – Live on Tour“ in Österreich auf.

### Weitere Auftritte
2004 und 2009 nahm Menderes beim Konkurrenzformat Popstars teil. 2004 erreichte er die zweite Runde, in der er allerdings ausschied. 2008 nahm er außerdem an der Show Singing Bee teil. Heutzutage wird er hauptsächlich für Privatfeiern, Hochzeiten und Discotheken gebucht. 2009 arbeitete er für die Sendung Mitten im Leben als Animateur auf Kreta. Im Jahr 2011 war er als Tänzer im Musikvideo des Titels Everybody Dance Now! von Plastik Funk zu sehen.
Von 2009 bis 2010 war Menderes im Stück Stars United auf Kampnagel in Hamburg zu sehen. In dem Stück traten neben Menderes noch weitere ehemalige Casting-Teilnehmer auf und parodierten Castingshows. Am 16. Februar 2010 war er in der Pseudo-Doku-Soap mieten, kaufen, wohnen von VOX auf Wohnungssuche. 2015 brachte er die Single Queen of my Heart heraus. 2016 nahm er an der RTL-Sendung Ich bin ein Star – Holt mich hier raus! teil und ging als Sieger hervor. Zeitgleich veröffentlichte er seine erste deutschsprachige Single Mittendrin.
Zwischen 2011 und 2016 trat Menderes, der verschiedene Partyschlager veröffentlicht hat, am Ballermann im Mega-Park auf, nach der Kündigung in Krümels Stadl.
2020 moderierte Menderes bei RTL DSDS – Das große Wiedersehen. In der Show traf sich Menderes mit einigen Kandidaten aus 17 Staffeln.
Seit 2019 tritt Menderes in unregelmäßigen Abständen in der Sendung Neo Magazin Royale und deren Nachfolger ZDF Magazin Royale auf.
2022 war er Teilnehmer an der 10. Staffel von Promi Big Brother und belegte den 4. Platz.

## Diskografie
Alben
- 2023: Sieger der Herzen – Das Beste aus 20 Jahren

Singles
- 2008: Unbeatable
- 2010: I Just Called To Say I Love You
- 2011: Yummy Yummy Yummy (Ohio Express feat. Menderes Bağcı)
- 2013: All Nite Everyday
- 2013: Music Is My Life
- 2014: Beam Me Up
- 2015: Queen of My Heart
- 2016: Mittendrin
- 2016: Only Love
- 2019: Schakalaka Eyo
- 2019: Wir feiern den Sommer
- 2020: Auf meinem Planeten
- 2021: Wir fliegen in den Süden
- 2021: Nano (Vom Planeten X)
- 2022: Was ist schon normal?
- 2023: Er liebt dich nicht
- 2023: You Can Get It

## Filmografie

### Fernsehsendungen
- 2002–2021, seit 2023: Deutschland sucht den Superstar (RTL)
- 2004, 2009: Popstars (ProSieben)
- 2008: Noch Besserwissen (ProSieben)
- 2008: Singing Bee (ProSieben)
- 2008: Deutschlands schrägste Superstars, Folge 1: Menderes Bağcı (Super RTL)
- 2009: Die Autohändler (RTL)
- 2010: mieten, kaufen, wohnen (VOX)
- 2010: Mitten im Leben (RTL)
- 2011: Jamba Music Show (Ojom)
- 2011: Die Einrichter (VOX)
- 2016: Ich bin ein Star – Holt mich hier raus! (RTL)
- 2016: Das Perfekte Promi Dinner (VOX)
- 2016: Herz zu verschenken (RTL, Folge 1x04)
- 2016: Willkommen bei Mario Barth (RTL, Folge 13x01)
- 2016: Die große ProSieben Völkerball Meisterschaft 2016 (ProSieben)
- 2016: Grill den Henssler (VOX)
- 2016: Dance Dance Dance (RTL) (mit Aneta Sablik als Tanzpartnerin)
- 2019–: Neo Magazin Royale/ZDF Magazin Royale (ZDF)
- 2020: DSDS – Das große Wiedersehen (RTL)
- 2022: Das Klassentreffen der Dschungelstars (RTL)
- 2022, 2023: Ich bin ein Star – Die Stunde danach (RTL)
- 2022: Ich bin ein Star – Holt mich hier raus! Die große Dschungelparty (RTL)
- 2022: Promi Big Brother (Sat.1)[24]
- 2024: The 50 (Prime Video)
- 2024: Splash! Das Promi-Pool-Quiz (RTL)
- 2024: Lass dich überwachen! (ZDF)
- 2025: CoupleChallenge – Das stärkste Team gewinnt (RTL2)

### Film
- 2020: Kartoffelsalat 3  – Das Musical

### Theater
- 2009–2010: Stars United auf Kampnagel in Hamburg

## Auszeichnungen
- 2016: Ballermann-Award
- 2016: Dschungelkönig
- 2017: Ballermann-Award
- 2018: Ballermann-Award in der Kategorie „TV/Medien Award männlich“
- 2019: Ballermann-Award in der Kategorie „Publikums Award“[25]